# Club privé (gestion faunique)
Pour les articles homonymes, voir Club privé.
Un club privé est, au Québec, une institution restrictive au grand public bénéficiant de droits exclusifs de chasse, de pêche et de villégiature sur les terres de la Couronne.
Instituée vers la fin du xixe siècle, la gestion faunique privatisée par le biais des clubs privés est décriée par des journalistes et des mouvements sociaux lors de la Révolution tranquille. Le déclubage, soit la fin progressive de la mainmise des clubs sur la gestion faunique en terre publique comprend deux phases, soit l'annulation de baux et un moratoire sur l'émission de nouvelles concessions, puis une réforme de la gestion faunique amorcée sous l'impulsion du premier gouvernement formé du parti Québécois.

## Histoire

### Privatisation de la gestion faunique

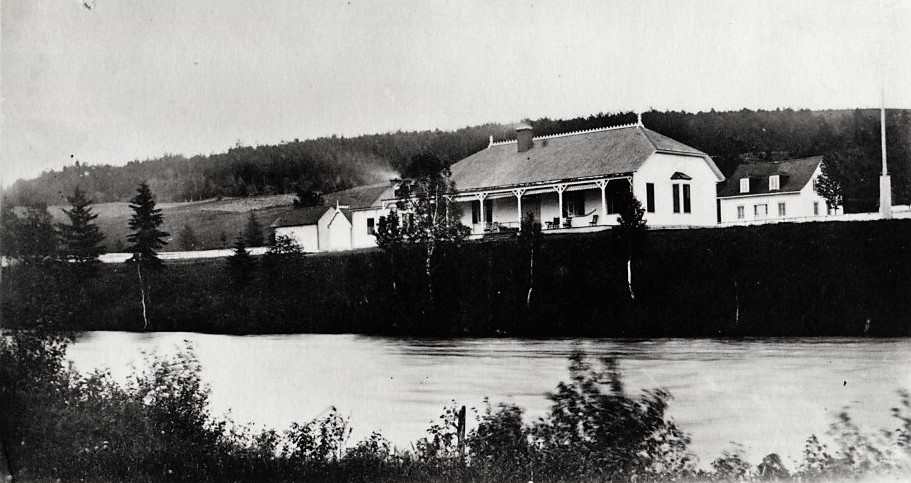
Édifices du Matamajaw Salmon Club vers 1900.

À la fin du xixe siècle, l'urbanisation de l'arrière-pays entraîne une pression sur le gibier et la ressource halieutique. Le gouvernement du Québec, gestionnaire des terres de la Couronne, est préoccupé par le braconnage et la surexploitation de la faune sur les terres publiques à la frange des territoires colonisés. Le territoire étant immense, il est irréaliste à l'époque de mettre sur pied un système de gardes-faune relevant de l'État avec les ressources limitées dont il dispose. Afin de remédier à ce problème, il met en place un système permettant d'assurer la protection de la faune en délégant à des tiers la gestion et l'exploitation de la faune. À partir de 1887, le gouvernement du Québec loue des droits exclusifs de chasse et de pêche sur des territoires définis en octroyant des baux d'occupation des terres publiques. Le fait de sous-contracter à une grande échelle à des « mercenaires en matière de protection environnementale » la gestion et l'exploitation des ressources faunique sous forme de droits exclusifs sur les terres publique est inédit. Le modèle est imité par le Nouveau-Brunswick qui l'applique à ses rivières à saumon.

### Phase de développement
Le développement des clubs privés se déroule alors en trois phases distinctes. La première est un développement lent jusqu'à la Seconde Guerre mondiale où 615 baux de chasse et pêche exclusives sont émis. La création de nouveaux clubs s’accélère ensuite pour atteindre 2 200 clubs au milieu des années 1960, pour diminuer par la suite. En 1965, les clubs privés contrôlent la chasse ou la pêche sur 30 000 milles carrés (78 000 km2) de territoire public. En 1977, Il existe encore 1 164 baux de clubs privés et 222 baux de pourvoiries commerciales avec des droits exclusifs de chasse et de pêche. Les régions ayant les plus grandes superficies sous baux sont le Saguenay–Lac-Saint-Jean avec 3 900 milles carrés (10 100 km2), la région de Trois-Rivières avec 4 000 milles carrés (10 400 km2) et l'Outaouais avec 3 900 milles carrés (10 100 km2).

### Remise en question du modèle et déclubage
Le déclubage est une série de mesures entreprises par le gouvernement du Québec au courant des années 1970 visant l'abolition des droits exclusifs de chasse et de pêche détenus par des associations fermées de chasseurs et de pêcheurs, ou clubs privés, sur les terres du domaine de l'État.
Sous la pression populaire, le gouvernement mène deux séries de mesures, appelées Opération « Accessibilité » et Opération « Gestion faune », qui visent à décloîtrer, voire souvent étatiser la gestion et l'exploitation de la faune ainsi que l'amélioration de son milieu.
Le déclubage est complété au tournant des années 1980, avec la fin des clauses d'exclusivité dans les baux alloués aux clubs privés dans les rivières à saumon.

## Composition
Le membrariat des clubs est diversifié et évolue au fil des ans. À la fin du xixe siècle et au début xxe siècle, ils sont composés de membres très riches, d'origine anglo-canadienne, américaine et britannique, avec quelques prête-noms canadiens français assurant l'administration in situ des affaires du club.
Par la suite les clubs se diversifient et la bourgeoisie locale investit peu à peu ceux-ci :  « sénateurs, présidents, directeurs et propriétaires d'industries variées (minière, forestière, construction, pâtes et papiers, aluminerie, etc.),  banquiers, dirigeants du domaine journalistique, membres du clergé, ex-politiciens, membres de la famille de divers élus ».
Dans les années 1970, la classe moyenne forme la majorité des membres. Au moment de leur abolition, 24 000 des 27 000 membres des clubs privés sont résidents du Québec.

## Fonctionnement
L'admission à un club privé nécessite l'achat d'une part, dont le coût est parfois prohibitif. L'admission et l'exclusion d'un membre, de même que l'aliénation de sa part sont tributaires de l'approbation par la majorité des membres,.
Le club privé se distingue de la pourvoirie avec droits exclusifs, au sens où la pratique des activités récréatives n'est pas offerte au grand public, mais plutôt à un groupe restreint. Le club privé se distingue aussi du club sur terres privées, ou gentlemen's club, par l'exercice de ses activités sur les terres du domaine de l'État.